# Hushållerskan
Hushållerskan är en oljemålning av den franske rokokokonstnären Jean-Baptiste-Siméon Chardin. Den målades 1739 och ingår sedan 1867 i Louvrens samlingar i Paris med titeln La Pourvoyeuse (leverantören). I National Gallery of Canadas samlingar finns en version från 1738 som benämns The Return from the Market. 
I högre grad än andra samtida franska rokokomålare bevarade Chardin arvet efter det vitala holländska guldåldersmåleriet på 1600-talet. Istället för att skildra mytologi och aristokratiska fester i parklandskap målade Chardin en dämpad vardagsrealism såsom i Hushållerskan. 

## Olika versioner

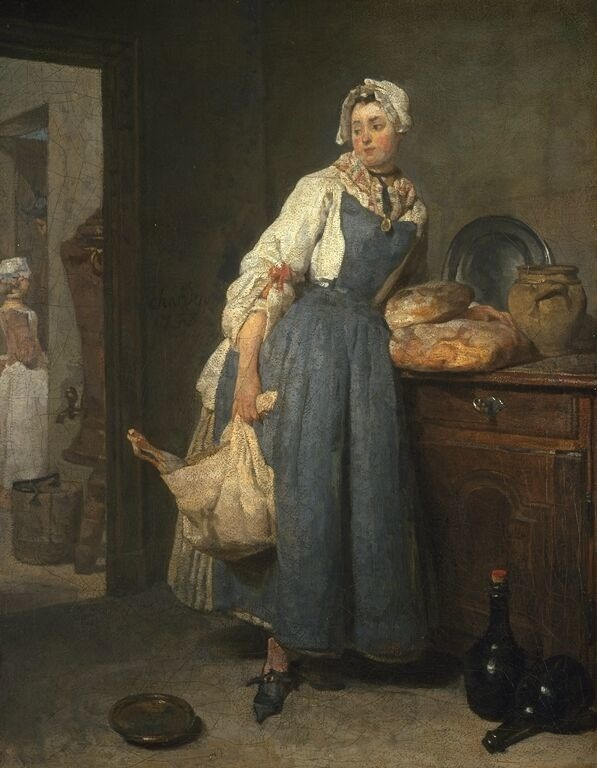
Version på National Gallery of Canada (1738, 46,7 x 37,5, olja på duk).